# Castelul Bentheim (Dublin)
Castelul Bentheim este o pictură în ulei pe pânză realizată în 1653 de artistul olandez, Jacob van Ruisdael. Acum se află în colecția Galeriei Naționale a Irlandei din Dublin.
Această lucrare este considerată cea mai impresionantă dintre multiplele descrieri realizate de Ruisdael despre castelul Bentheim. La începutul anilor 1650 a călătorit cu Nicolaes Berchem la Bentheim, în vestul Germaniei, chiar peste graniță. Această lucrare, numită versiunea din Dublin, care o deosebește de celelalte, toate cu titluri similare și toate care descriu castelul la diferite înălțimi ale dealului, este semnificativă în serie prin faptul că așează castelul pe un munte împădurit. În realitate, castelul se află pe un deal mic. Aceste variante prezintă puterea creatoare a lui Ruisdael. În ciuda realismului puternic al peisajelor sale, ele sunt adesea compoziții, nu copii exacte ale lumii reale.